# Central Pacolet
Central Pacolet es un pueblo ubicado en el Condado de Spartanburg en el estado estadounidense de Carolina del Sur. El pueblo en el año 2000 tiene una población de 267 habitantes en una superficie de 0.6 km², con una densidad poblacional de 427.7 personas por km². 

## Geografía
Central Pacolet se encuentra ubicado en las coordenadas 34°54′25″N 81°45′12″O / 34.907065, -81.753356. Según la Oficina del Censo, el pueblo tiene un área total de 0,6 km² (0,2 mi²), de la cual 0,6 km² (0,2 mi²) es tierra y 0 km² (0 mi²) (0.0%) es agua.

### Localidades adyacentes
El siguiente diagrama muestra a las localidades en un radio de 20 kilómetros (12,4 mi) de Central Pacolet.

## Demografía
En el 2000 la renta per cápita promedia del hogar era de $25.625, y el ingreso promedio para una familia era de $31.625. El ingreso per cápita para la localidad era de $11.663. En 2000 los hombres tenían un ingreso per cápita de $29.167 contra $20.833 para las mujeres. Alrededor del 17.90% de la población estaba bajo el umbral de pobreza nacional. 